# Cambra Santa
La Cambra Santa és un edifici situat dins del conjunt de la Catedral d'Oviedo, a Astúries. És d'estil preromànic asturià, construïda al segle ix. Juntament amb la Torre Vella són els edificis més antics del conjunt catedralici. Pràcticament des de la construcció fins avui té la funció de guarda de les relíquies i tresors catedralicis, i per a ser defesa va ser construïda la Torre Vella.
S'articula en dues capelles superposades que no es comuniquen. La capella inferior, anomenada Cripta de Santa Leocadia, i la superior o Capella de San Miguel, són ambdues adossades a una estructura cronològicament anterior denominada Torre de San Miguel, avui tan embeguda en construccions posteriors, que no és recognoscible des de l'exterior. En una reforma al segle xii es va substituir la volta original de la Capella de San Miguel per una volta de canó. A l'interior les columnes afegides per suportar la volta es van decorar amb un apostolat romànic que formen uns dels trets més característics de l'edifici. Durant els successos de la Revolució d'Astúries de 1934, la Cambra va ser volada per un grup de revolucionaris. Es va reconstuir fidelment reutilitzant de nou tots els materials i va ser consagrada el 6 de setembre de 1942.
Es custodien a l'interior les joies més preuades de la catedral: les creus de la Victòria i dels Àngels, símbols d'Astúries i de la ciutat d'Oviedo respectivament, la Caixa de les Àgates i l'Arca Santa que conté un gran nombre de relíquies entre les quals es troba el Sant Sudari. El 1977 aquestes joies van ser robades. El 1981 van ser recuperades, parcialment desmuntades. Una vegada restaurades van tornar al lloc el 1984.
La Cambra Santa està declarada Patrimoni de la Humanitat per la Unesco des de 1998 com a part de la denominació Monuments d'Oviedo i del Regne d'Astúries.

## Cripta de Santa Leocadia
La cripta va formar part d'un conjunt de dos santuaris superposats, però sense comunicació entre ells, la cripta és el santuari inferior i el superior és la Cambra Santa.
La construcció de la cripta comença després del trasllat de les restes dels sants màrtirs cordovesos Eulogi i Leocrícia des de l'emirat de Muhàmmad per Dulcidio. La primera notícia de la cripta apareix l'any 908

### Arquitectura
La cripta és de forma rectangular rematada amb una volta de canó d'una altura de 2,30 metres. L'espai està dividit en dos, a l'entrada hi ha la nau i al fons el presbiteri on és l'altar.
La nau està situada al principi de la cripta, s'hi troben les dues entrades a la cripta, una al nord i una altra al sud. El sòl compta amb tres tombes excavades a la terra i perpendiculars a les entrades pel que són orientats est-oest. Dues d'aquestes tres tombes estan cobertes per làpides profusament llaurades, la tercera manca de qualsevol llosa.
El presbiteri al fons, conserva el paviment original. En aquesta zona es troba l'altar major, fet un gros bloc de pedra que descansa sobre la tomba de Dulcidio. A la paret hi ha una finestra amb una creu grega.

## Capella de San Miguel
És una capella a la part superior de la cripta de Santa Leocadia que és contemporània de la cripta i de la torre vella de Sant Salvador, si bé fins al segle xii no es va denominar així. És totalment independent de la cripta. Al segle xiii la capella es va començar fer servir per guardar les importants relíquies de la catedral, funció que té fins avui.

### Arquitectura
La capella té una planta rectangular formada per tres zones ben diferenciades. Aquests sectors es denominen: 
- Avantcambra: l'entrada de la capella, tant l'actual com la primitiva que queda a l'esquerra de l'entrada.

- Nau i presbiteri, aquestes dues estades són coetànies a la cripta i van formar junts un únic edifici.

Nau: La nau va sofrir diverses remodelacions, el sostre primitiu de fusta es va retirar al segle xvi per una volta de canó i es va rebaixar l'altura dels murs exteriors.
Presbiteri: En aquesta zona tancada per un reixat hi ha les relíquies de la cambra. Se'n poden destacar: Arca Santa, Sant Sudari, Creu de la Victòria, Creu dels Àngels, Arca de les Àgates, com a principals objectes. Altres objectes que es conserven són el Crist de Nicodem (segle xii) obra realitzada en ivori; un díptic d'estil romànic del segle xii, també ivorians romans d'Orient, romànics i gòtics i el Llibre dels Testaments, una de les obres important del segle xii. Hi ha també unes espines de la corona i un fragment de la creu de Crist.

### Decoració

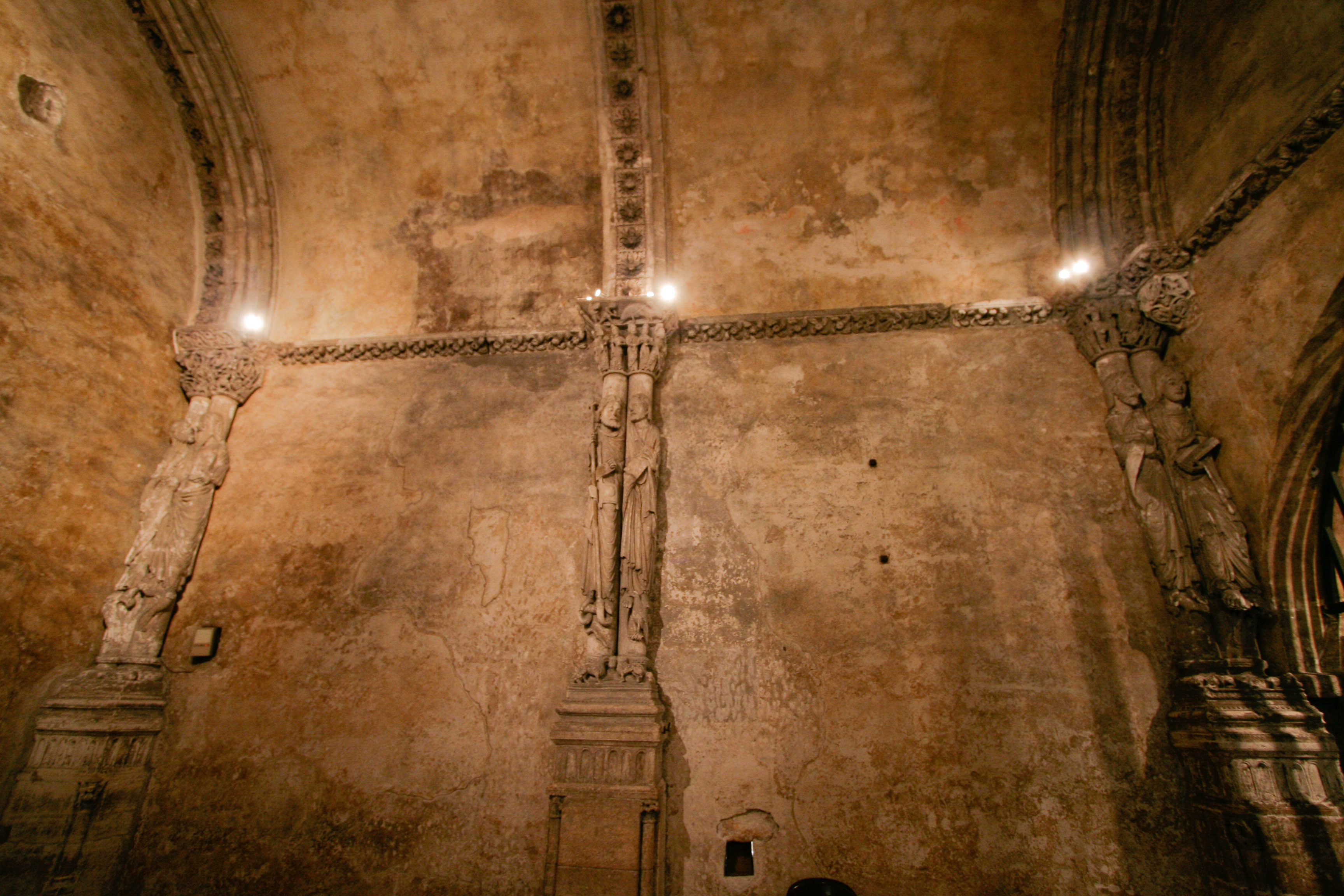
Lateral esquerre de la Cambra Santa.

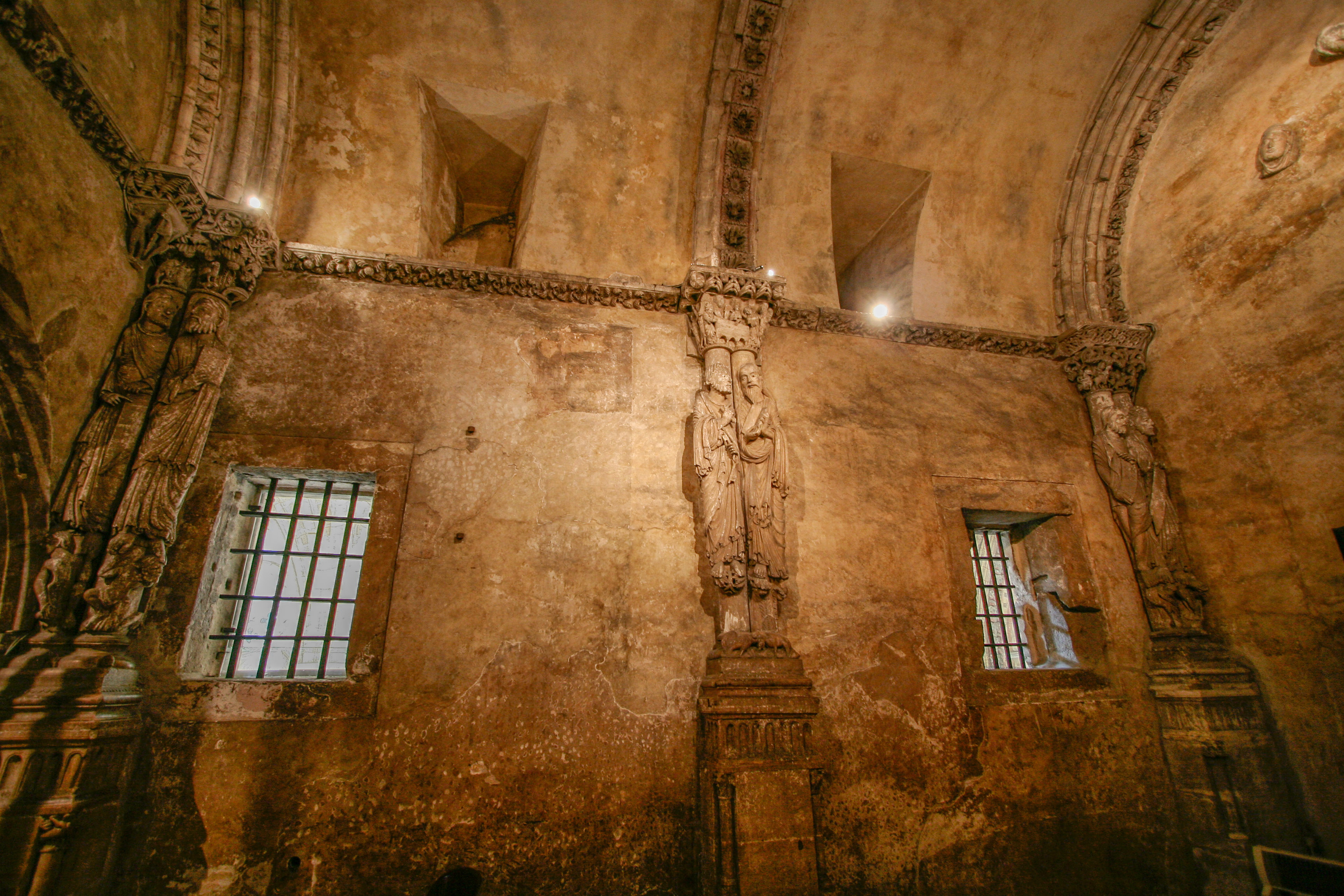
Lateral dret segons s'entra de la cambra santa o capella de sant Miguel. En està imatge es poden veure sis de les escultures romàniques que pertanyen.

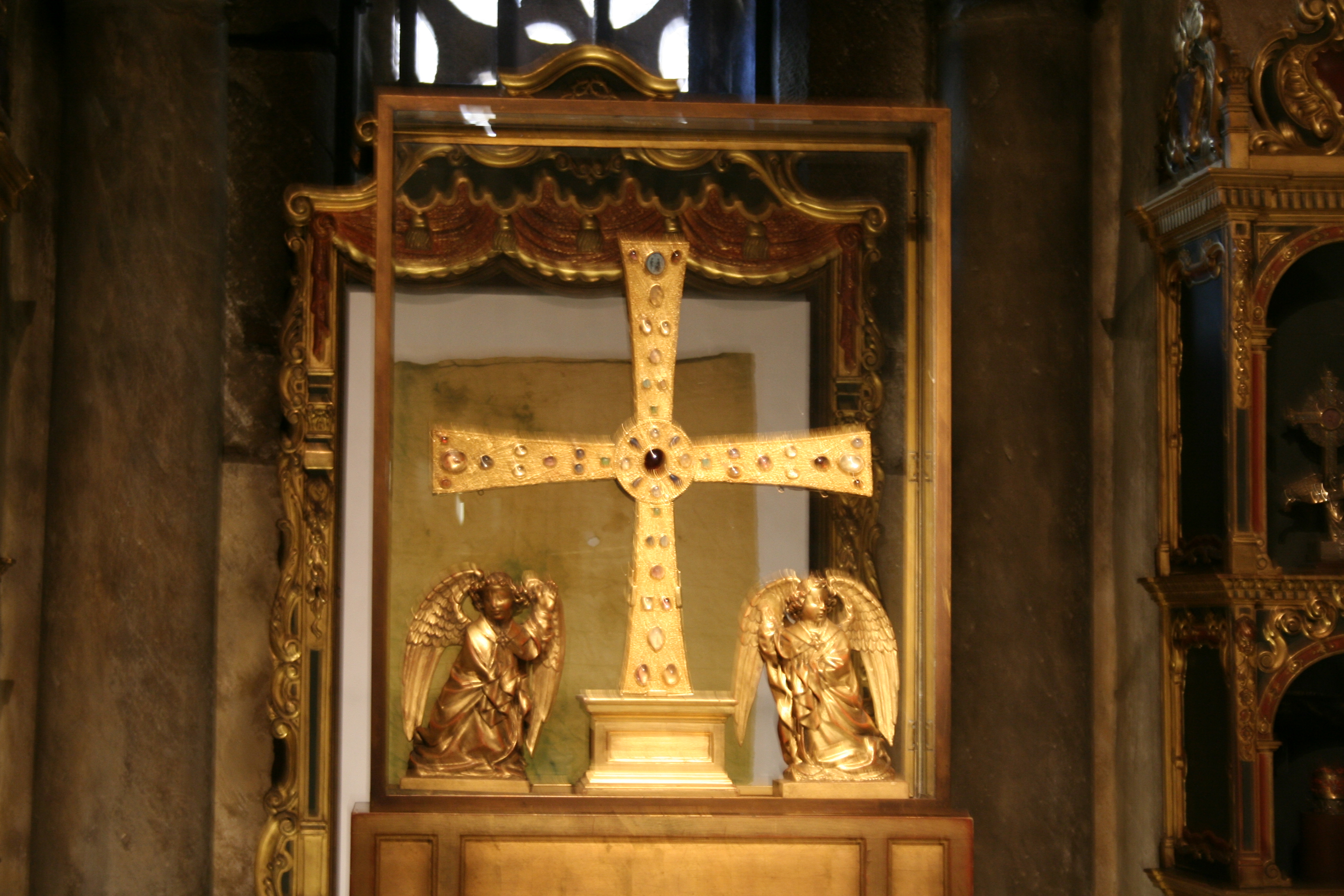
En primer pla Cruz dels Àngels, en segon pla Sudari d'Oviedo.

Hi ha una col·lecció d'escultures romàniques que són considerades com una de les obres més importants d'aquest període. Són sis parelles d'estàtues que formen un apostolat en les quatre cantonades i una a cada costat en els murs a mitjana distància de les cantonades. Les bases i capitells d'aquestes estàtues són també de gran importància escultòrica. S'ha volgut atribuir-les al Maestro Mateo, autor del Pòrtic de la Glòria de Santiago de Compostel·la, però actualment s'ha decidit que són d'una època posterior, encara que segueixen la línia d'aquest autor, com que els apòstols mostren una interacció similar als quals apareixen en els brancals de Santiago, mostren alguns trets d'individualitat i abundància de plegats. A més aquestes estàtues són policromats.
En la remodelació del sostre de la nau també es va decorar amb imatges llaurades als arcs torals.

## Cronologia

### Construcció

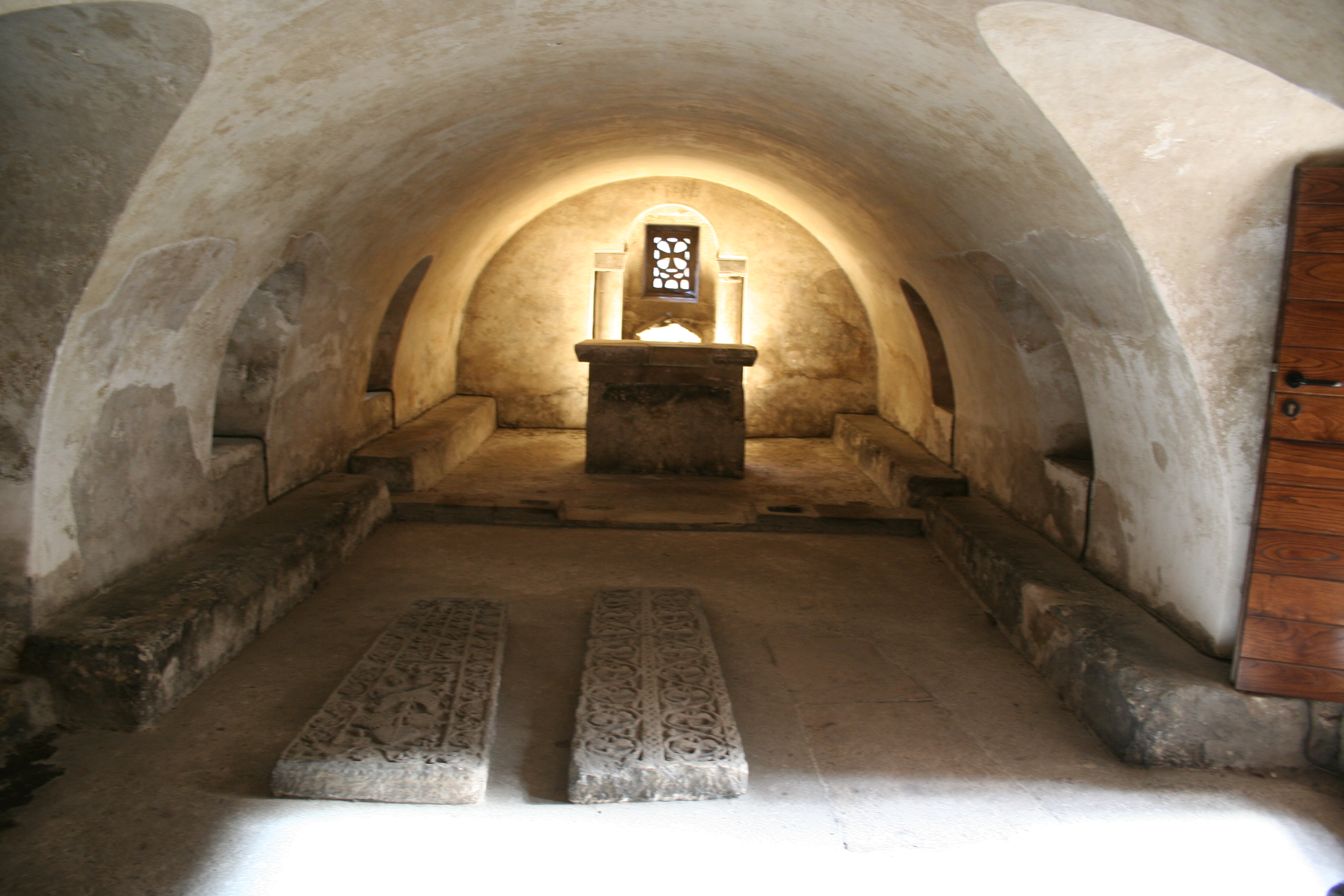
Cripta de Santa Leocadia

La data de construcció de la Cambra Santa és objecte de debat, ja que encara que tradicionalment se li ha atribuït a l'època d'Alfons II el Cast no apareix esmentada en cap document d'aquesta època, concretament en el testament del rei recollit al Liber Testamentorum ecclesie Ovetensis. A la Crònica Silense, del segle xii, se li atribueix igualment la construcció a Alfons II, citant expressament la “Capella de Santa Leocadia” i una estada perquè els fidels poguessin adorar l'Arca Santa. L'absència d'advocació en aquesta crònica dona peu a pensar que la dedicació a Sant Miquel de la capella superior és posterior a aquest segle.
El silenci de les cròniques es justifica amb el fet que en ser la Cambra Santa una part del palau d'Alfons II, no mereixia una menció especifica. A més s'ha considerat que estilísticament pertany a l'època d'aquest monarca.
No obstant això, altres autors consideren que la Cambra es va construir en temps del rei  Alfons III el Magne amb motiu de l'arribada de les restes dels màrtirs cordovesos  Eulogi i Leocrícia portats a 884 per Dulcidio, ambaixador del rei davant l'emir de Córdoba Muhàmmad I. La qüestió continua oberta a l'espera de més troballes i excavacions que confirmin una opinió o l'altra.
Posteriorment s'hi va afegir un pòrtic a la banda nord datat entre l'acabament de la Cambra Santa, a tot tardar a final del segle ix, i el segle xi, doncs hi va ser enterrat el 1076 el bisbe  Froilà. L'arrencada dels murs i diverses tombes, entre les quals hi havia la làpida funerària d'aquest bisbe, van ser trobades durant les obres de reconstrucció de la Cambra Santa entre els anys 1938 i 1942 durant les quals es van demolir diverses construccions per deixar lliure el cementiri de Pelegrins i es va rebaixar el nivell del terra 70 cm amb el que van quedar a la vista aquests fonaments. Aquest pòrtic mesurava 12,45 metres de longitud i, excepte les arrencades de pedra, la resta de la construcció devia ser de fusta. No se sap quan va desaparèixer aquest pòrtic. S'ha proposat com a causa de la destrucció la construcció de la capçalera de l'actual catedral gòtica al segle xiv en temps del bisbe Gutierre de Toledo, si no va ser abans amb les reformes efectuades al segle xii.
La Torre de Sant Miquel tenia dues portes al costat nord, que es poden veure encara a la paret posterior de la Capella de Covadonga, a la girola de la catedral, una al nivell del sòl que donava accés al pis inferior i una altra al nivell de la capella de Sant Miquel  que era la que donava accés a la capella mitjançant una escala de cavallet a l'exterior, en ús fins al segle xv. L'espai va rebre les advocacions de Sant Antolí, de Santa Maria Magdalena i de la Mare de Déu de Covadonga.

### Modificacions delseglexii
Posteriorment al segle xii amb la reforma romànica de la Cambra Santa, es va cegar la porta inferior de la Torre de Sant Miquel i, per no deixar sense ús seva planta inferior, es va obrir tot el mur oriental d'aquesta planta per afegir aquest espai de la Capella de Santa Leocadia. Igualment es va construir una volta de mig punt a continuació de la de la capella substituint el sostre de fusta. Com que la Cambra no està adossada a eix de la torre, les espatlles de la volta no estan a la mateixa distància dels murs laterals. Avui dia aquesta diferència no es percep doncs en construir el cor catedralici, adossat a la Cambra Santa, es desbastaren els murs d'ambdues construccions per alinear-los amb el nou cor.

### Entorn i accessos
L'accés al vestíbul des del transsepte es feia per una porta a mitjana amb unes escales adossades al mur del transsepte. Aquesta porta està decorada amb un arc conopial amb cardines, floró i lleixa amb la Creu dels Àngels. Just al costat d'aquesta porta hi ha una altra més petita, d'arc apuntat i sense decoració, excepte per l'escut del bisbe Alonso de Palenzuela, que, malgrat l'emplaçament, no donava al vestíbul sinó al mur oest del transsepte, pel que es considera que era una porta de servei, donada la seva modèstia, que conduïa a un edifici situat a la banda oest del transsepte que va desaparèixer al segle xviii.
Al segle xviii es va construir, al mateix temps que el pis alt del claustre, una nova escala d'accés al vestíbul, la caixa està adossada al transsepte per l'exterior d'aquesta manera alliberar l'espai de l'escala interior. Les dues portes a mitjana alçada per les quals s'accedia al vestíbul des del braç sud del transsepte, van perdre la seva funció i van ser tapiades, si bé encara són perfectament visibles en el mur sud del transsepte. L'entrada a aquesta escala va ser adornada el 1901 amb la portada gòtica del cor del centre de la catedral, que va ser desmuntat en aquest any per deixar la nau diàfana.
Finalment, en les intervencions dels anys 1998 i 1999, i d'acord amb el Pla Director de la Catedral d'Oviedo, per no interferir l'ús turístic amb l'ús litúrgic de la catedral, es va acordar rehabilitar els edificis preromànics destinats a carboneres i magatzems com a nou centre de recepció de visitants. S'hi accedeix des de l'exterior per la porta lateral de la catedral, anomenada  de la Perdonanza. S'ha igualment creat un nou accés a la Cambra Santa i al  Museu de l'Església, instal·lat al pis alt del claustre, per l'interior de la Torre Vella